# Джозеф Прістлі
Джозеф Прістлі (англ. Joseph Priestley, 24 березня 1733 — 6 лютого 1804) — британський священник-дисентер, натураліст, філософ, громадський діяч. Увійшов до історії перш за все як видатний хімік, який відкрив кисень і вуглекислий газ. Нагороджений медаллю Коплі Лондонського королівського товариства.

## Біографія

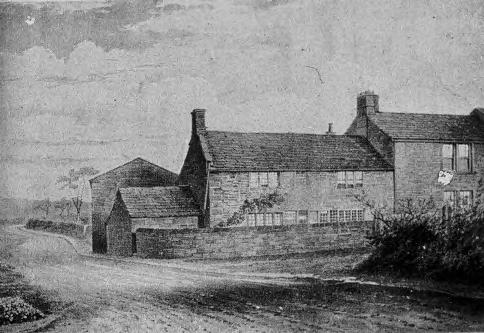
Дім, де народився Прістлі. Малюнок XVIII ст.

Народився в родині ткача в містечку Філдхед поблизу англійського міста Лідса. Через фінансові труднощі батьки хлопчика віддали його на виховання тітці. Джозеф почав рано проявляти здібності до наук, і його тітка вирішила дати йому гарну освіту, щоб він міг стати згодом пастором. У зв'язку з тим, що релігійні погляди Прістлі відрізнялися від поглядів прихильників англіканської церкви, він вступив до академії у Девентрі, де і отримав філологічну і богословські освіти. Ця академія готувала священиків-дисентерів, противників англіканської церкви. Завдяки турботам тітоньки і власній ретельності на момент закінчення академії Прістлі був добре освіченою для свого часу людиною, знайомим не тільки з теологічними працями, але і з роботами сучасних і древніх філософів. Він вивчив дев'ять іноземних мов — французьку, італійську, німецьку, латинську, давньогрецьку, староєврейську, арабську, сирійську, халдейську. Отримавши таку суто гуманітарну підготовку, Прістлі починає свою діяльність проповідника в дисентерських громадах. Через деякий час він пробує себе на педагогічній ниві у відкритій ним же приватній школі. Проте повною мірою розкрився його талант педагога тільки після 1761, коли він почав працювати викладачем у Воррінгтонській академії. У цей період він починає збагачувати свої заняття природничими науками, успіхи в яких принесли йому згодом міжнародну славу. Саме тоді й відбулася зустріч Прістлі з Франкліном, що схвалив та підтримав інтерес молодого викладача до проблем електрики.

## Робота в галузі фізики
У 1766 році Прістлі встановив обернено пропорційну залежність сили електричної взаємодії від квадрата відстані між зарядами. Свої результати Прістлі виклав у творі «Історія та сучасний стан електрики, з оригінальними дослідами», виданому в двох томах у Лондоні 1767 року. Ця робота відразу отримала визнання серед англійських учених, і її автора того ж року обрали членом Лондонського королівського товариства. Твір Прістлі про електрику можна розділити на дві нерівні частини. Першу, більшу, становить огляд робіт попередників, а друга — опис його власних дослідів. Серед експериментів Прістлі був і дослід, що є по суті повторенням спостереження Франкліна, але проведений більш ретельно. Ось як його описує сам Прістлі: "… я наелектризував олов'яний кубок обсягом в одну кварту, що стояв на табуретці з висушеного дерева; я спостерігав, що пара коркових кульок, які були ізольовані, оскільки підвішувалися на скляній паличці, і висіли всередині судини так, що ні найменша частина ниток не виступала над його горловиною, залишаючись саме в тому місці куди і була поміщена, і ні в найменшій мірі не відчували впливу електрики; однак якщо палець чи будь-яке тіло проводить з'єднувалось із землею, торкалося кульок або навіть якщо його просто підносили до них, коли вони знаходилися поблизу горловини посудини, вони негайно розділялися, відчуваючи притягання в різні боки, так само вони вели себе при витягуванні вгору в той момент, коли нитки виступали над горловиною посудини ".
Далі Прістлі описав різні варіанти цього досліду, а потім сформулював висновок: «Чи можна не зробити висновку з цього експерименту, що притягання електрики підпорядковується тим же законам, що й тяжіння, і тому змінюється обернено до квадрату відстані; оскільки легко показати, що якби Земля мала форму оболонки, то тіло, що перебуває всередині неї, не притягалися б до жодної сторони сильніше, ніж до іншої». 1766 року Прістлі висловив думку, що електричні сили підпорядковуються закону «обернених квадратів», за аналогією до закону всесвітнього тяжіння Ньютона. У «Математичних засадах натуральної філософії» Ньютон розглянув задачу про те, яка сила діє на тіло, поміщена всередину сферичної оболонки, і показав, що ця сила дорівнює нулю. Висновок Ньютона справедливий для будь-яких сил, що підпорядковуються закону «обернених квадратів». При цьому сила не діє на тіло тільки всередині однорідної кулі. Якщо порушено або умову кулястості, або умову її однорідності, це твердження перестає бути справедливим. Слід зазначити, що форма посудини, з якою експериментував Прістлі, була далека від сферичної. Отже, розв'язок задачі Ньютона не застосовується до досліду Прістлі і його висновок ґрунтується на дуже грубій аналогії між дією електричних і гравітаційних сил. У той же час подальший розвиток науки показав, що «нульовий» метод, тобто метод, заснований на доказі рівності нулю сили, може бути досить ефективним при обґрунтуванні закону «зворотних квадратів».

## Відкриття в хімії

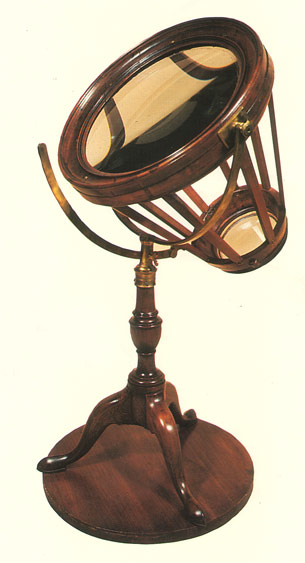
Лінза яку використовував Прістлі для нагріву

Джозефа Прістлі по праву можна вважати одним з основоположників сучасної хімії. Його основні хімічні дослідження були присвячені вивченню газів. У цій галузі йому належить кілька значних відкриттів. 1771 року Прістлі відкрив фотосинтез, виявивши, що повітря, «зіпсоване» горінням або диханням, знову стає придатним для дихання під дією зелених частин рослин. 1778 року він довів, що під час фотосинтезу рослини поглинають вуглекислий газ і виробляють кисень. 1772 року Прістлі, діючи розведеною нітратною кислотою на мідь, вперше отримав окис азоту — «селітряне повітря» — і знайшов, що окис азоту після контакту з повітрям буріє внаслідок утворення двоокису азоту. Користуючись для збирання газів ртутною ванною, Прістлі у 1772—1774 рр. вперше отримав хлороводень — «соляно-кисле повітря» й аміак — «лужне повітря». Разом з іншими вченими, такими, як Антуан Лавуазьє, Генрі Кавендіш, Карл Шеєле, він сприяв утвердженню уявлень про склад повітря. Прістлі належить честь відкриття кисню (1774 року). Нагріваючи окис ртуті, він виділив кисень — «безфлогістонне повітря». Крім того, Прістлі 1775 року отримав у чистому вигляді фтористий кремній, сірчистий газ, а 1799 року — оксид вуглецю. Збагативши науку багатьма новими фактами, Прістлі, однак, не зміг правильно пояснити їх і до кінця життя залишався послідовником помилкової теорії флогістону, відкинутої працями Лавуазьє, тому його теоретичні ідеї не йшли ні в яке порівняння з описаними ним дотепними й переконливими експериментами. Крім хімії, його дослідження стосуються також оптики. Прістлі — автор книги «Історія та сучасний стан відкриттів, що стосуються зору, світла і квітів», опублікованої 1772 року. Роботи Прістлі отримали широку популярність у наукових колах. Він був обраний почесним доктором Единбурзького університету, членом Лондонського королівського товариства, іноземним членом Паризької й Петербурзької академій наук.

## Вибрані твори
- The Rudiments of English Grammar (1761)
- A Chart of Biography (1765)
- Essay on a Course of Liberal Education for Civil and Active Life (1765)
- The History and Present State of Electricity (1767)
- Essay on the First Principles of Government (1768)
- A New Chart of History (1769)
- Institutes of Natural and Revealed Religion (1772—1774)
- Experiments and Observations on Different Kinds of Air (1774—1786)
- Disquisitions relating to Matter and Spirit (1777)
- The Doctrine of Philosophical Necessity Illustrated (1777)
- Letters to a Philosophical Unbeliever (1780)
- An History of the Corruptions of Christianity (1782)
- Lectures on History and General Policy (1788)
- Theological Repository (1770—1773, 1784—1788)